# Ligne Keisei Chiba
La ligne Keisei Chiba (京成千葉線, Keisei-Chiba-sen) est une ligne ferroviaire du réseau Keisei dans la préfecture de Chiba au Japon. Elle relie la gare de Keisei Tsudanuma à Narashino à celle de Chiba-Chūō à Chiba.

## Histoire
La ligne a ouvert le 17 juillet 1921.

## Caractéristiques

### Ligne
- Longueur : 12,9 km
- Nombre de gares : 10
- Vitesse maximum : 95 km/h
- Écartement : 1 435 mm
- Alimentation 1 500 V cc par caténaire
- Nombre de voies : double voie

### Tracé
|  |

### Interconnexions
À Keisei Tsudanuma, la ligne est interconnectée avec la ligne principale Keisei (services vers la gare de Keisei Ueno) et la ligne Keisei Matsudo. À Chiba-Chūō, la ligne est interconnectée avec la ligne Keisei Chihara.

### Liste des gares
La ligne comporte 10 gares.
| Numéro | Gare             | Nom japonais | Distance (km) | Correspondances                                                                                          | Ville     |
| ------ | ---------------- | ------------ | ------------- | --- | --------- |
| KS26   | Keisei Tsudanuma | 京成津田沼   | 0             | Keisei : Keisei (interconnexion), Matsudo (interconnexion)                                               | Narashino |
| KS52   | Makuhari-Hongō   | 幕張本郷     | 2,1           | JR East : Chūō-Sōbu                                                                                      | Chiba     |
| KS53   | Keisei Makuhari  | 京成幕張     | 4,0           | | Chiba     |
| KS54   | Kemigawa         | 検見川       | 5,3           | | Chiba     |
| KS55   | Keisei Inage     | 京成稲毛     | 8,1           | | Chiba     |
| KS56   | Midoridai (ja)   | みどり台     | 9,9           | | Chiba     |
| KS57   | Nishi-Noborito   | 西登戸       | 10,9          | | Chiba     |
| KS58   | Shin-Chiba       | 新千葉       | 11,7          | | Chiba     |
| KS59   | Keisei Chiba     | 京成千葉     | 12,3          | à la gare de Chiba : JR East : Chūō-Sōbu, Narita, Sōbu, Sotobō, Uchibō Monorail de Chiba : lignes 1 et 2 | Chiba     |
| KS60   | Chiba-Chūō       | 千葉中央     | 12,9          | Keisei : Chihara (interconnexion)                                                                        | Chiba     |